# دهه ۷۰۰ (پیش از میلاد)
دهه ۷۰۰ (پیش از میلاد) ۷۰مین دهه قبل از شروع تقویم میلادی است.